# Henrich Petrosjan
Henrich Petrosjan, orm. Հենրիխ Պետրոսյան, ros. Генрих Александрович Петросян, Gienrich Aleksandrowicz Pietrosian (ur. 1927, Armeńska SRR, zm. 1998) – ormiański trener piłkarski.

## Kariera trenerska
Najpierw trenował kluby na Dalekim Wschodzie ZSRR. W październiku 1973 po dymisji Iwana Wołkowa stał na czele Metałurha Żdanow, którym tymczasowo kierował do końca roku. Jednak uratować zespół przed spadkiem jemu nie udało się. Końcowe ostatnie miejsce w strefie ukraińskiej i klub pożegnał się z rozrywkami profesjonalnymi. W 1982 prowadził Amur Komsomolsk nad Amurem.
Zmarł w 1998 roku w wieku 71 lat.